# Allo (Zas)
Allo (llamada oficialmente San Pedro do Allo) es una parroquia y una aldea española del municipio de Zas, en la provincia de La Coruña, Galicia.

## Entidades de población
Entidades de población que forman parte de la parroquia:
- Casas Novas
- Cebola de Abajo[6] (A Cebola de Abaixo)
- Cebola de Arriba (A Cebola de Arriba)
- Los Molinos (Os Muíños)
- Muriño
- O Allo
- Pombal (O Pombal)
- Regalados
- Xerne

## Demografía

### Parroquia
| Gráfica de evolución demográfica de Allo (parroquia) entre 2000 y 2019 |
|                                                                        |
| Datos según el nomenclátor publicado por el INE.                       |

### Aldea
| Gráfica de evolución demográfica de O Allo (aldea) entre 2000 y 2019 |
|                                                                      |
| Datos según el nomenclátor publicado por el INE.                     |